# Chileense parlementsverkiezingen 1973
De Chileense parlementsverkiezingen van 1973 vonden op 4 maart van dat jaar plaats. In de Kamer van Afgevaardigden werd de Partido Demócrata Cristiano de grootste evenals in de Senaat.

## Uitslagen

### Kamer van Afgevaardigden
| Lijst                               | Afbeelding                          | Partij                                | Afkorting                           | Stemmen   | Percentage | Zetels | Verschil |
| ----------------------------------- | ----------------------------------- | ------------------------------------- | ----------------------------------- | --------- | ---------- | ------ | -------- |
| A                                   |                                     | Confederación de la Democracia        | CODE                                | 2.013.592 | 55,49%     | 87     |          |
| A                                   |                                     | Partido Demócrata Cristiano           | PDC                                 | 1.055.120 | 29,07%     | 50     | 5        |
| A                                   |                                     | Partido Nacional                      | PN                                  | 780.480   | 21,51%     | 34     | 0        |
| A                                   |                                     | Democracia Radical                    | DR                                  | 70.582    | 1,94%      | 2      | NIEUW    |
| A                                   |                                     | Partido de Izquierda Radical          | PIR                                 | 60.166    | 1,66%      | 1      | NIEUW    |
| A                                   |                                     | Partido Democrático Nacional          | PADENA                              | 13.349    | 0,37%      | 0      | 0        |
| A                                   |                                     | Overige stemmen op de lijst CODE      | CODE                                | 33.895    | 0,93%      |        |          |
| B                                   |                                     | Unidad Popular                        | UP                                  | 1.605.170 | 44,23%     | 63     |          |
| B                                   |                                     | Partido Socialista                    | PS                                  | 678.796   | 18,70%     | 28     | 13       |
| B                                   |                                     | Partido Comunista                     | PCCh                                | 593.738   | 16,36%     | 25     | 3        |
| B                                   |                                     | Partido Radical                       | PR                                  | 133.745   | 3,69%      | 5      | 19       |
| B                                   |                                     | Movimiento de Acción Popular Unitaria | MAPU                                | 92.592    | 2,55%      | 2      | NIEUW    |
| B                                   |                                     | Izquierda Cristiana                   | IC                                  | 41.589    | 1,15%      | 1      | NIEUW    |
| B                                   |                                     | Acción Popular Independiente          | API                                 | 29.972    | 0,83%      | 2      | NIEUW    |
| B                                   |                                     | Overige stemmen UP                    | UP                                  | 34.738    | 0,96%      |        |          |
| C                                   |                                     | Unión Socialista Popular              | USOPO                               | 10.287    | 0,28%      | 0      | 0        |
| Totaal aantal geldige stemmen       | Totaal aantal geldige stemmen       | Totaal aantal geldige stemmen         | Totaal aantal geldige stemmen       | 3.629.049 | 98,43%     |        |          |
| Ongeldige stemmen en blanco stemmen | Ongeldige stemmen en blanco stemmen | Ongeldige stemmen en blanco stemmen   | Ongeldige stemmen en blanco stemmen | 58.056    | 1,57%      |        |          |
| Totaal uitgebrachte stemmen         | Totaal uitgebrachte stemmen         | Totaal uitgebrachte stemmen           | Totaal uitgebrachte stemmen         | 3.687.105 | 100%       |        |          |

### Senaat

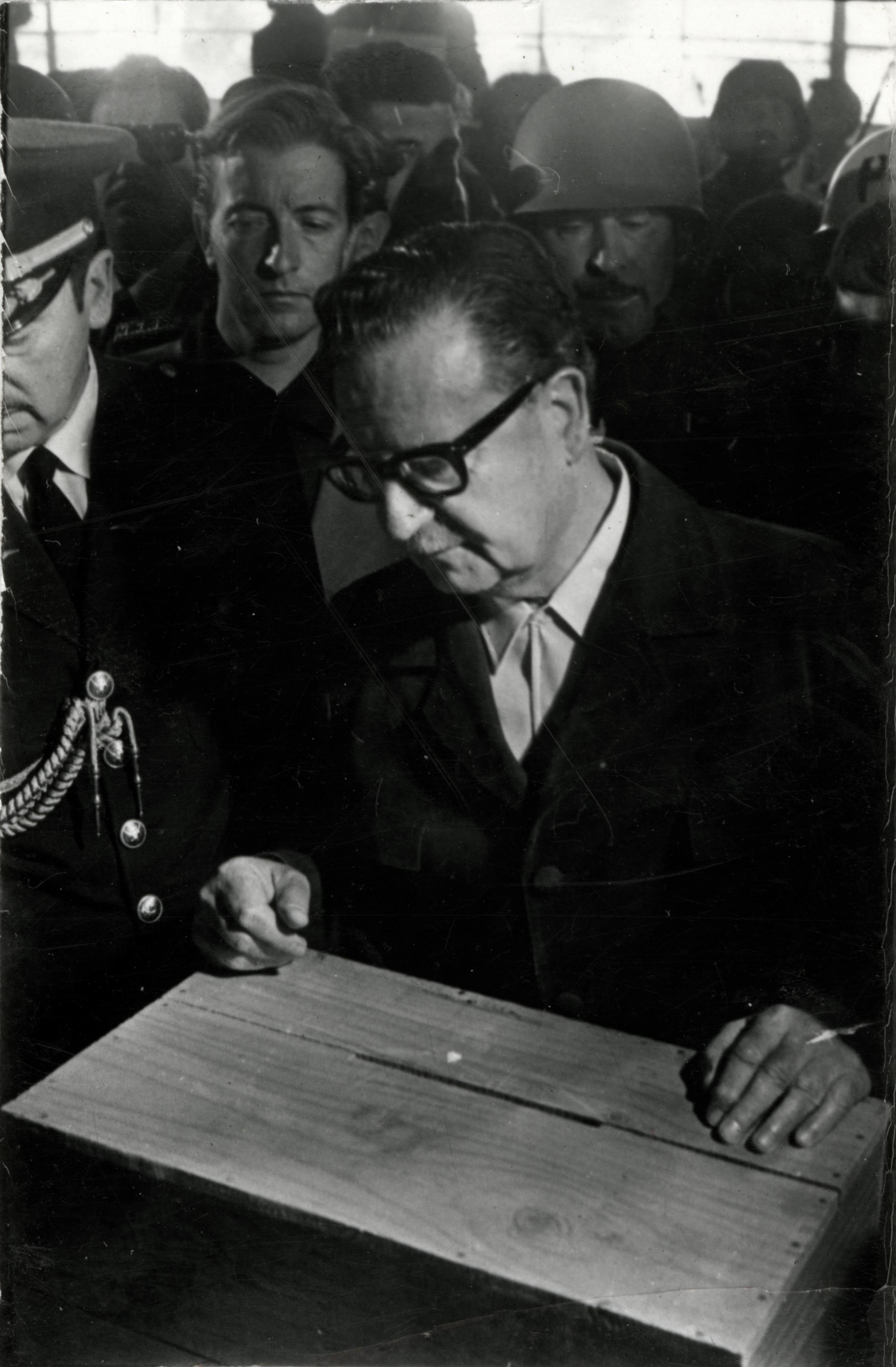
President Salvador Allende brengt zijn stem uit

- 25 van de 50 zetels verkiesbaar

| Lijst                                     | Partij                                    | Afkorting                                 | Percentage | Zetels |
| ----------------------------------------- | ----------------------------------------- | ----------------------------------------- | ---------- | ------ |
| A                                         | Confederación de la Democracia            | CODE                                      | 57,25%     | 14     |
| A                                         | Partido Demócrata Cristiano               | PDC                                       | 33,88%     | 10     |
| A                                         | Partido Nacional                          | PN                                        | 18,97%     | 4      |
| A                                         | Democracia Radical                        | DR                                        | 2,18%      | 0      |
| A                                         | Partido de Izquierda Radical              | PIR                                       | 1,56%      | 0      |
| A                                         | Overige stemmen CODE                      | CODE                                      | 0,66%      |        |
| B                                         | Unidad Popular                            | UP                                        | 42,57%     | 11     |
| B                                         | Partido Socialista                        | PS                                        | 17,84%     | 5      |
| B                                         | Partido Comunista                         | PCCh                                      | 17,29%     | 5      |
| B                                         | Partido Radical                           | PR                                        | 5,77%      | 1      |
| B                                         | Movimiento de Acción Popular Unitaria     | MAPU                                      | 1,05%      | 0      |
| B                                         | Overige stemmen UP                        | UP                                        | 0,79%      |        |
| Totaal aantal geldige stemmen : 2.199.855 | Totaal aantal geldige stemmen : 2.199.855 | Totaal aantal geldige stemmen : 2.199.855 | 100%       |        |